# Christian Jakob Zahn

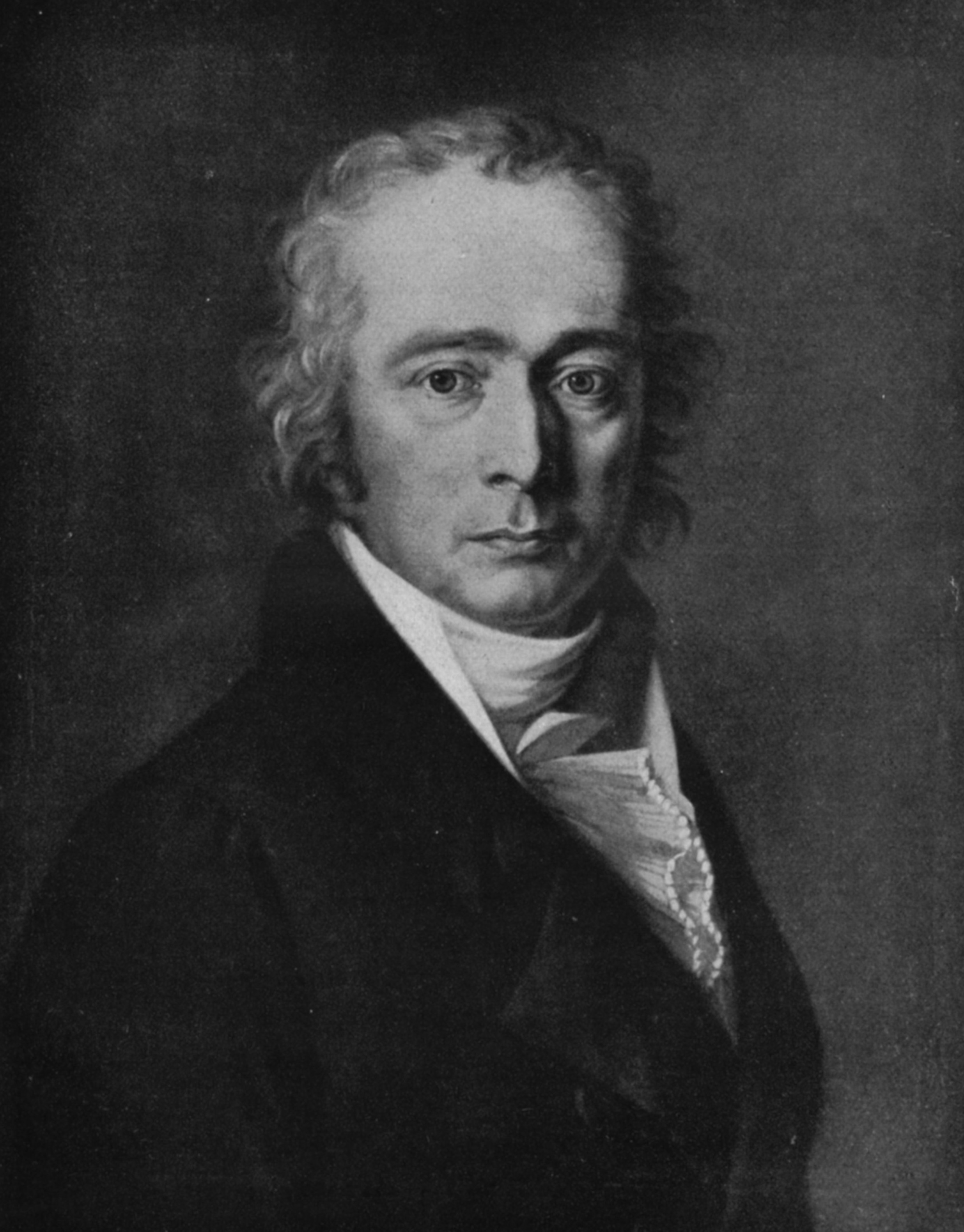
Christian Jakob Zahn, Gemälde von Gottlob Wilhelm Morff, 1818

Christian Jakob Zahn (* 12. September 1765 in Althengstett; † 8. Juli 1830 in Calw) war ein deutscher Jurist, Musiker, Politiker und Industrieller. 

## Leben
Christian Jakob Zahn war ein Sohn des Pfarrers Johann Christian Zahn und ein Enkel des Kaufmanns Johann Georg Zahn. Nach dem Tod seines Vaters im Jahr 1772 zog er mit seiner Mutter Susanne Sophie, geb. Horn, nach Calw. Er sollte eigentlich Theologe werden und fand Aufnahme im Klosterseminar in Bebenhausen, später studierte er ein Semester lang Theologie in Tübingen. Sein Interesse galt aber eher den Rechtswissenschaften, der Musik und den Naturwissenschaften, so dass er seine Ausbildungspläne änderte. 1787 schloss er sein Studium als Dr. jur. mit der Dissertation De fictionibus iuris Romani ab; anschließend wurde er Kanzleiadvokat in Stuttgart. Später zog er nach Calw, wo er zunächst als Jurist wirkte.
Zusammen mit Johann Friedrich Cotta, den er beim Studium kennengelernt hatte, betrieb er aber ab 1789 in Tübingen die Cotta’sche Verlagsbuchhandlung. Durch Cotta kam er auch in Kontakt mit Friedrich Schiller; ein Brief Schillers an Zahn vom 4. Mai 1795 ist erhalten geblieben. Schiller schlug Zahn vor, die englische, italienische und spanische Literatur für das deutschsprachige Publikum herauszugeben, Zahn lehnte dies jedoch ab, da er sich auf anderen Gebieten kompetenter fühlte. Dennoch gehörte er ab 1795 dem Redaktionsausschuss der Horen an und gründete 1798 die Allgemeine Zeitung.
Ab 1798 war Zahn Mitglied der Zeughandelscompagnie Schill und Comp., der Nachfolgerin der Calwer Compagnie, die 1797 erloschen war. Außerdem war er ab 1809 an der Saffiangerberei seines Schwiegervaters Jakob Friedrich Hasenmayer in Hirsau beteiligt, die er nach dessen Tod im Jahr 1811 ganz übernahm.
Von 1815 bis 1828 war er für das Oberamt Calw Abgeordneter der Zweiten Kammer im Württembergischen Landtag. Von 1820 bis 1825 war er Vizepräsident der Zweiten Kammer. Im Landtagsmandat folgte ihm im Jahr 1829 sein Neffe und Schwiegersohn Johann Georg Doertenbach.

## Werk

### Schriften
- Christian Jakob Zahn: De fictionibus iuris Romani. [Die juristische Fiktion im römischen Recht]. Juristische Inauguraldissertation. Tübingen : Schramm, 1787, pdf. – Siehe auch: Fiktion (Recht).
- Christian Jakob Zahn; Johann Georg Zahn: Deinach : Luft, Lage, Vergnügungen, Bequemlichkeiten und Vortheile für die Gesundheit, die ein Aufenthalt bey diesem Brunnen gewähren kan. Tübingen : Cotta, 1789. – Johann Georg Zahn: Bruder von Christian Jakob Zahn. Siehe auch: Der Verleger Johann Friedrich Cotta: Chronologische Verlagsbibliographie, Band 1, Seite 105.

### Kompositionen
- 1797 schrieb Schiller an Zelter, Körner und Zumsteeg und bat sie um Vertonungen zu einigen seiner Lieder. Durch Cotta erhielt er eine Komposition zu seinem Reiterlied aus Wallensteins Lager, die ihm von allen Vorschlägen am meisten zusagte. Da sie mit Z. unterzeichnet war, nahm er an, sie stamme von Zumsteeg, tatsächlich war aber Christian Jakob Zahn der Komponist. Während der Befreiungskriege gegen Napoleon war dieses Lied besonders populär.[2]
- 1797 komponierte Christian Jakob Zahn das Studentenlied Und wenn sich der Schwarm verlaufen hat nach einer Textvorlage von Friedrich Adolf Krummacher.[3]